# Championnats d'Europe d'aviron 1912
Vous lisez un « bon article » labellisé en 2017.
Navigation
Côme 1911 Gand 1913
Les championnats d'Europe d'aviron 1912, vingtième édition des championnats d'Europe d'aviron, ont lieu le 18 août 1912 à Genève, en Suisse. Il s'agit de la quatrième fois que la Suisse organise cette compétition après 1896 à Genève, 1901 à Zurich et 1908 à Lucerne.
Quatre nations (Italie, France, Belgique et Suisse) participent à la compétition. Les pays participants engagent leurs champions nationaux dans les cinq catégories au programme (skiff, deux de pointe avec barreur, deux rameurs en couple, quatre avec barreur et huit).
La Suisse, à domicile, domine cette édition avec cinq médailles en cinq courses dont trois titres. La compétition attire 40 000 spectateurs sur les quais du Léman.

## Organisation

### Sélection de la ville hôte
L'organisation de la compétition tourne entre les cinq nations membres (France, Suisse, Italie, Alsace-Lorraine et Belgique) de la Fédération internationale des sociétés d'aviron (FISA). Lors du congrès de la FISA précédant les championnats d'Europe d'aviron 1911 à Côme, l'Alsace-Lorraine dont c'était le tour renonce à l'organisation en raison de la difficulté à rassembler les fonds nécessaires et l'impossibilité d'avoir accès au port de Kehl. La Fédération suisse se porte volontaire et obtient l'organisation de la compétition. Lors de son assemblée générale, la Fédération suisse confie l'organisation de la compétition à la Société nautique de Genève. Il s'agit de la quatrième fois que la Suisse organise la compétition après 1896 à Genève, 1901 à Zurich et 1908 à Lucerne.

### Site de la compétition

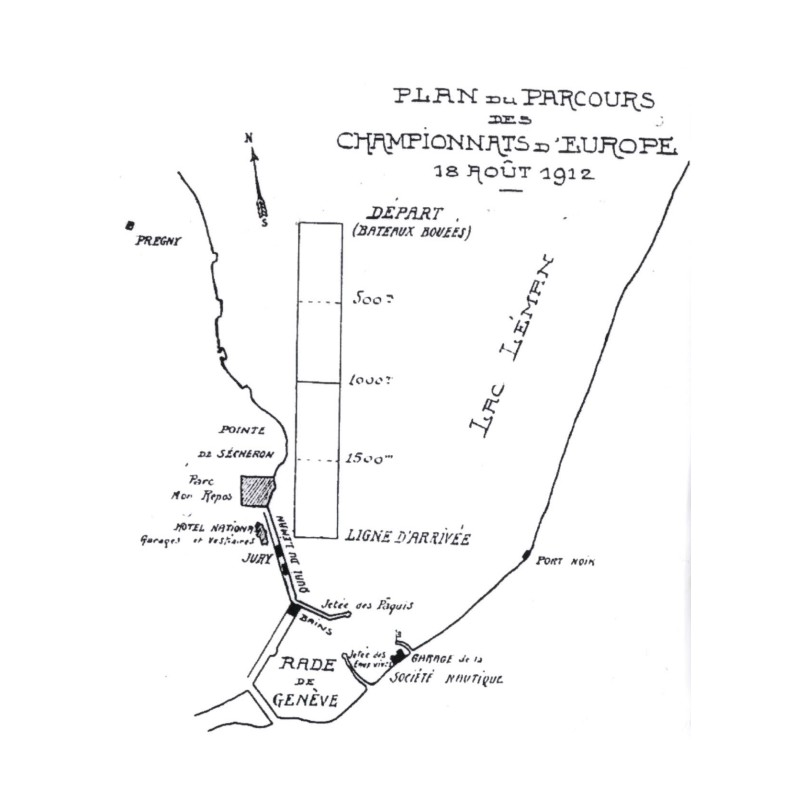
Le plan du site de la compétition.

Un moment envisagées sur la « rive française », les courses sont finalement organisées sur la rive droite (rive suisse) comme en 1896. Cette rive est en effet moins exposée au vent. Le bassin de 2 km s'étend de Pregny jusqu'au quai du Léman, en face du Palais Wilson. Le bassin a été « remonté » de 200 m par rapport à 1896. L'alignement des concurrents au départ se fait à l'aide de bateaux bouées. Le « champ de courses » est clôturé sur les deux cents premiers mètres et sur les cinq cents derniers mètres afin d'éviter que les concurrents ne rencontrent des promeneurs.
Deux tribunes offrant 700 places sont installées près de l'arrivée. Un bateau d'une capacité de 400 places suit toutes les courses. Les organisateurs mettent à disposition des pays participants des garages pour les embarcations, des vestiaires, des douches ainsi qu'un atelier de réparation.

### Comité d'organisation
Le comité d'honneur de la compétition est composé de : Henri Fazy (président du Conseil d’État), Albert Maunoir (conseiller d’État), Jules Perréard (conseiller d’État), Adolphe Vautier (conseiller d’État), Louis Chauvet (président du conseil administratif), Edmond Imer-Schneider (conseiller administratif), Henry Boveyron (président du Grand Conseil) et John Gignoux (vice-président du grand conseil). Plusieurs commissions sont nommées.
Louis Choisy est considéré comme le « grand organisateur » de la compétition. Il est un ancien rameur et un membre de la Société nautique de Genève.
Le dessin de l'affiche a été confié aux graphistes Kohler et Baud,, tandis que son impression revient à la maison Sonor. L'affiche, jugée très réussie, a été distribuée à 1 000 exemplaires dans toute l'Europe ainsi qu'à 150 journaux,. La Ville et le canton de Genève ont soutenu financièrement l'organisation. De « nombreux dons » ont également permis de compléter le budget. 
L'épreuve est pour la première fois chronométrée par Longines,.

### Calendrier des épreuves
Les délégations arrivent le vendredi 16 août. Le matin du samedi 17 août, la Fédération internationale visite le parcours et les installations. À 11 h, les représentants des fédérations membres de la FISA sont accueillis par les autorités genevoises. La Fédération internationale des sociétés d'aviron tient son congrès la veille de la compétition. Le 17 août, la Société nautique de Genève organise également des courses à voile et de canots automobiles, ainsi qu'un concours de natation,.
Le 18 août, l'ordre des courses est le suivant : 
| Prix                       | Course                        | Horaire | Horaire |
| -------------------------- | ----------------------------- | ------- | ------- |
| Prix de la France          | Quatre de pointe avec barreur | 14 h 30 |         |
| Prix de la Belgique        | Skiff                         | 15 h 15 |         |
| Prix de l'Adriatique       | Deux de pointe avec barreur   | 16 h    |         |
| Prix de la Suisse          | Deux rameurs en couple        | 16 h 45 |         |
| Courses de yoles de mer    | Courses de yoles de mer       | 17 h 15 |         |
| Prix de l'Italie           | Huit de pointe avec barreur   | 17 h 45 |         |
| Duel Lyon - Genève en huit | Duel Lyon - Genève en huit    | 18 h 15 |         |

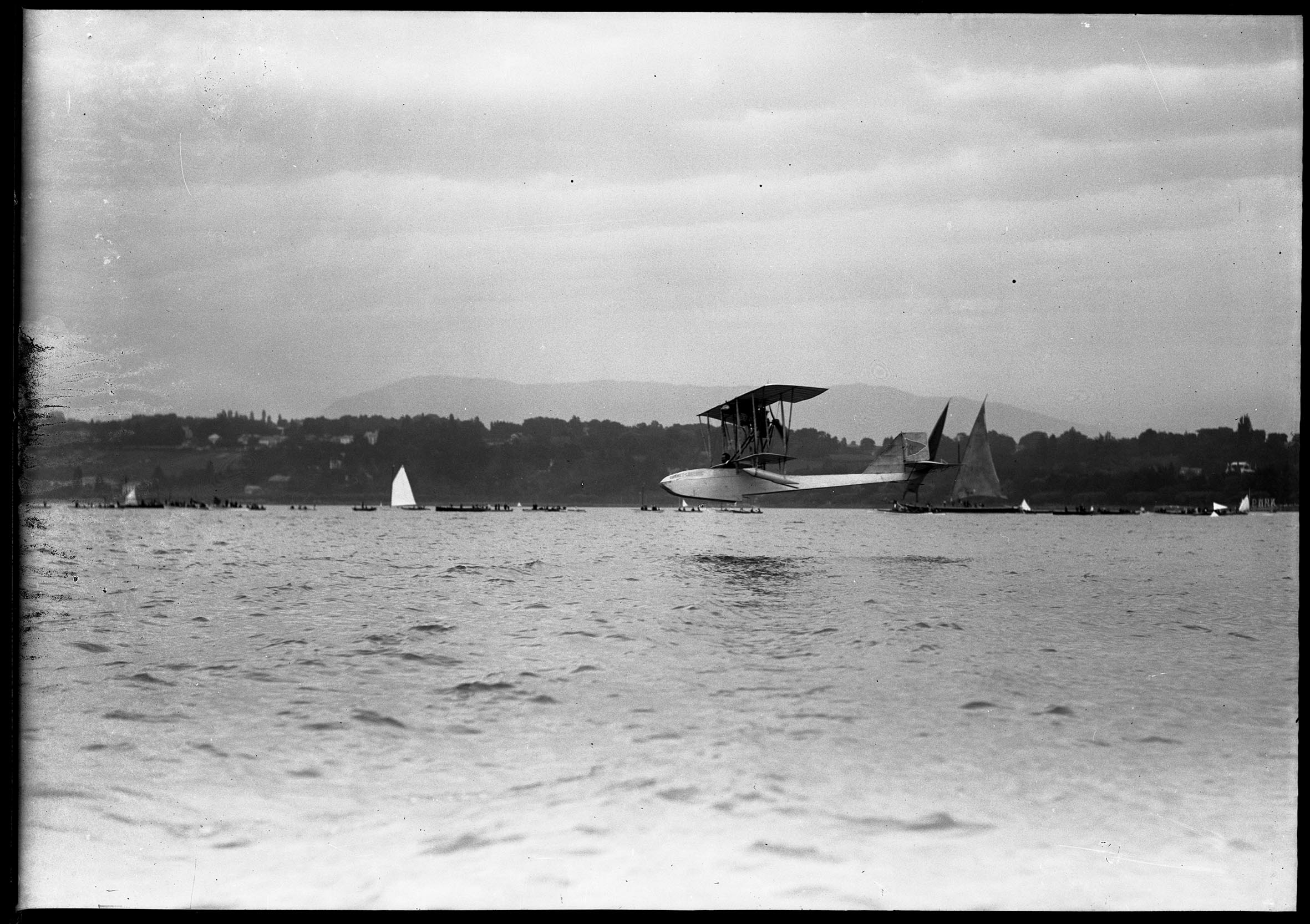
Meeting d’hydroaéroplanes de Genève les 19 et 20 août.

En marge de la compétition, la Société nautique de Genève organise une course de yole de mer à quatre rameurs. Dix équipes se sont inscrites à cette course. Un duel entre la Société nautique de Genève et le cercle de l'Aviron de Lyon est également organisé. Un orchestre, l'Harmonie nautique, joue à proximité de l'arrivée pendant les courses.
La compétition est suivie, les 19 et 20 août, par le « Meeting d’hydroaéroplanes de Genève »,.
Le mercredi 21 août, une « grande fête de la nuit » est organisée par l'association des intérêts de Genève avec notamment un feu d'artifice et l'embrasement de la rade.

### Congrès de la FISA
La Fédération internationale des sociétés d'aviron tient son congrès la veille de la compétition, l'après-midi du samedi 17 août à la salle de l'Alabama de l’hôtel de ville de Genève. Douze délégués représentant six nations sont présents. L'ordre du jour porte notamment sur l'intégration de la Fédération allemande d'aviron. Sous la pression des fédérations belges et suisses notamment, l'Alsace-Lorraine s'est retirée lors du début d'année 1912 de la FISA afin de laisser « la place » à l'Allemagne. L'entrée de l'Allemagne est acceptée à l'unanimité. Par ailleurs, le poids du barreur est modifié : il est désormais fixé à 50 kg minimum. À partir de ce congrès, une seule fédération nationale peut être membre de la FISA. L'Allemagne obtient l'organisation des championnats d'Europe en 1914. Cette édition n'aura finalement pas lieu en raison de la Première Guerre mondiale.

## Participants

### Sélections
Lors des dix-neuf éditions précédentes, 89 courses ont été disputées. La Belgique en a remporté 41, la France 30, l'Italie 13, la Suisse 4 et l'Alsace-Lorraine 1.
Les fédérations membres de la FISA peuvent engager une équipe par course. Les fédérations ont jusqu'au 12 août 1912 (17 heures) pour procéder à leurs engagements sur les courses des championnats d'Europe. Pour la course de yole de mer, les clubs peuvent s'engager jusqu'au 3 août 1912 (midi). Les droits d'engagements sont fixés à 20 francs suisses,.
Quatre pays (la France, la Belgique, l'Italie et la Suisse) décident de participer à la compétition. Le club de la Société nautique de Genève avait envoyé une invitation aux sociétés nautiques des Pays-Bas, d'Angleterre et d'Allemagne, sans succès.
Les athlètes participants sont désignés à l'issue de leurs championnats nationaux respectifs,. Les championnats de Suisse ont lieu le 14 juillet 1912 à Interlaken. Charles Holzmann et Albert Felber, entraînés par Louis Choisy, remportent le titre en deux de pointe avec barreur. Mis à part Philippe Pettmann, qui termine 2e en skiff, les champions de Suisse représentent leur pays lors des Championnats d'Europe,. La Belgique désigne ses athlètes après les championnats nationaux qui ont eu lieu le 4 août. L'Italie en fait de même après ses championnats nationaux des 10 et 11 août à Côme ainsi que la France, qui a organisé ses championnats le 15 août à Mâcon,. Disputés devant 8 000 spectateurs, ces championnats ont notamment vu le huitième sacre consécutif de Gaston Delaplane en skiff.

### Liste des engagés et favoris
Voici la liste des engagés dans la compétition :
| Bateaux                        | France | Belgique | Suisse | Italie |
| ------------------------------ | --- | --- | --- | --- |
| Skiff 1x                       | Société régates de Monaco Gaston Delaplane                                                                                           | Royal Club Nautique de Gand Polydore Veirman | Rowing Club Lausanne Philippe Pettmann | Canottieri Lario Giuseppe Sinigaglia |
| Deux de pointe avec barreur 2+ | Club nautique athlétique de RouenR. Testut F. Morel Barreur : Paul Thivans                                                           | Royal Club Nautique de Gand Angillis Verliefde Barreur : ?                                                                                                | Société nautique de Genève Charles Holzmann Albert Felber Barreur : Albert Riotton                                                               | Reale Società Canottieri CereaFranco Gianolio Giorgio Lajolo Barreur : M. Charvet                                                                                       |
| Deux rameurs en couple 2x      | Régates mâconnaises Dupré Reydellet                                                                                                  | Cercle des régates de Bruxelles Bruce Sadzawska | Grasshopper Club Zurich Paul Schmid Hans Walter                                                                                                  | Società Canottieri Milano (it) Erminio Dones Pietro Annoni |
| Quatre avec barreur 4+         | Rowing Club Castillon Halcet Dubourdieu Saintongey Louis Thomaturge Barreur : ?                                                      | Royal Club Nautique de Gand Guillaume Visser Georges van den Bossche Edmond van Waes Georges Willems Barreur : Leonard Nuytens                            | Grasshopper Club Zurich Hans Walter Max Rudolf Paul Schmid Walter Schoeller Barreur : Charles Muhr                                               | Canottieri Lario Emilio Lucca Enrivo Marinoni Nino Torlaschi Felice Monza Barreur : Plinio Urio                                                                         |
| Huit 8+                        | Rowing club de Paris Douard Germain Chaussat F. Malafosse Marcel Monniot Hermann Barrelet J. de Molènes Metais Baudechon Barreur : ? | Royal Club Nautique de Gand Guillaume Visser Georges van den Bossche Edmond van Waes Georges Willems Raes Vanden Moortgate Angillis Verliefde Barreur : ? | Grasshopper Club Zurich Hans Walter Max Rudolf Paul Schmid Walter Schoeller Georges Thoma Paul Rudolf F. Bon James Schmid Barreur : Charles Muhr | Canottieri Lario Emilio Lucca Enrico Marinoni Ettore Lucioni Orlando Pontiggia Antonio Corticelli Giuseppe Sinigaglia Nino Torlaschi Felice Monza Barreur : Plinio Urio |

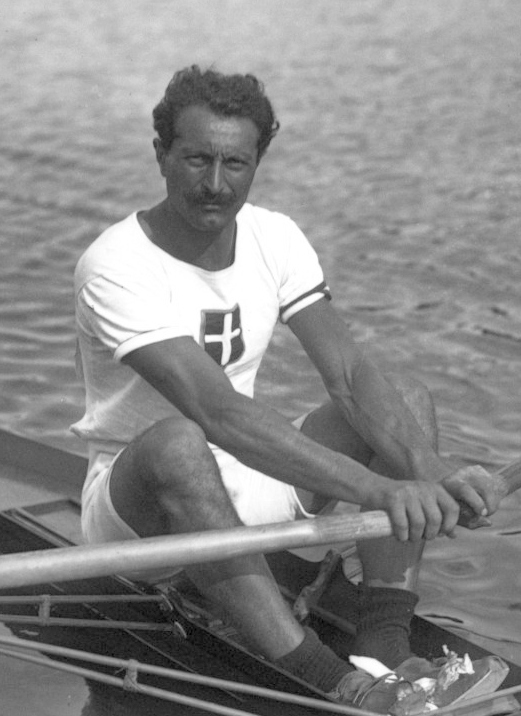
Giuseppe Sinigaglia en 1913.

Les équipes sont annoncées comme « excellentes » et les pronostics sont difficiles. En quatre avec barreur, la Suisse, tenante du titre, est annoncée favorite avec l'Italie. En skiff, Giuseppe Sinigaglia et Polydore Veirman sont les favoris. L'Italien, tenant du titre, « semble devoir l'emporter ». Le champion de Suisse, Paul Schmid, est remplacé par Philippe Pettmann. La participation de Gaston Delaplane, champion de France pour la huitième fois consécutive en skiff quelques jours plus tôt, est incertaine en raison de la fatigue engendrée par les championnats de France.
En deux de couple, les Italiens, Erminio Dones et Pietro Annoni se détachent du lot. En deux de pointe avec barreur, les équipes de Côme et Gand sont absentes, car les clubs de Venise, Canottieri Querini et Canottieri Bucintoro sont suspendus pour un an par la Fédération italienne en raison d'incidents lors des sélections pour les Jeux olympiques d'été de 1912. Cette suspension prive l'Italie de deux champions d'Europe. Les Suisses et les Français sont par conséquent favoris. Une course haletante est attendue entre les quatre équipes.
Dans le huit, les Français, vainqueur à Henley, sont attendus,.

## Déroulement de la compétition

### Récit de la compétition

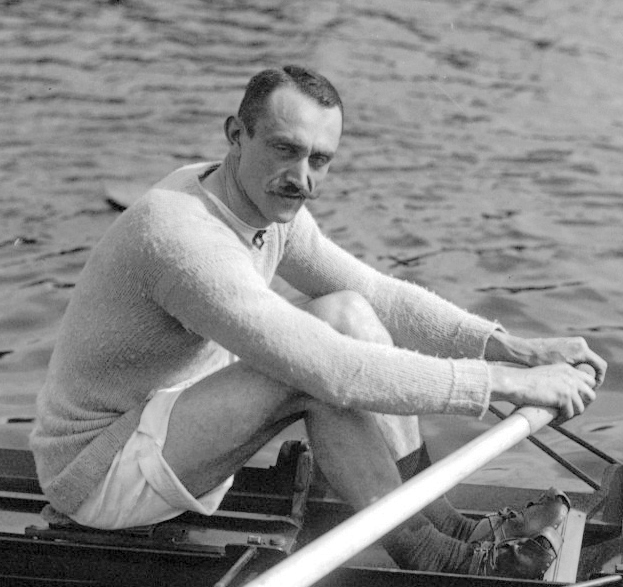
Polydore Veirman en 1913.

Le quatre avec barreur (Prix de la France) a été remporté par la Suisse. Les Italiens et les Belges ont fait un meilleur départ mais le bateau du Grasshopper Club Zurich a pris la tête après 1 000 m et remporte très facilement la course,. Le bateau termine en effet avec plusieurs longueurs d'avance sur la Belgique et l'Italie,. Le duel pour la deuxième place est très disputé entre ces deux nations. Le bateau belge dépose une réclamation à propos d'une gêne du bateau de police mais le juge arbitre la refuse. La France est loin derrière (à environ « une quinzaine de longueurs ») et termine quatrième. Louis Thomaturge a dû être remplacé au dernier moment en raison d'une crise de foie.
La course de skiff (Prix de la Belgique) est remporté par le Belge Polydore Veirman, vice-champion olympique un mois plus tôt, devant l'Italien Giuseppe Sinigaglia. Le Belge s'est détaché après 1 000 m de course. L'Italien remonte en fin de course mais termine à une longueur. Distancé, le Suisse Philippe Pettmann termine 3e. Le Français Gaston Delaplane a abandonné après 1 km de course, en méforme en raison d'une opération subie en début d'année.
Le Deux de pointe avec barreur (Prix de l'Adriatique) est remporté par le bateau suisse de la Société nautique de Genève qui s'est détaché après 1 000 m de course. Le bateau remporte la course avec trois longueurs d'avance sur l'équipe de France, partie trop vite, et l'Italie. La Belgique a abandonné. Au départ, le bateau italien s'est fait rappeler à l'ordre en raison de trois faux départs.
Le Deux rameurs en couple (Prix de la Suisse) est remporté avec dix longueurs d'avance par le bateau italien. Erminio Dones s'était déjà imposé en 1907. En raison de leurs performances antérieures, cette victoire est qualifiée de « curieuse ». Pour la deuxième place, le duel est serré entre la France et la Suisse et c'est le bateau suisse qui termine deuxième. Le bateau belge est loin et termine quatrième.
La course de yole de mer (compétition hors championnat) est disputée par sept équipes sur les dix inscrites. L'équipage de la Société nautique de Genève est battu d'un demi-mètre par le bateau de la Fédération de l'Adriatique, alors que la course lui semblait promise.
L'épreuve reine, le huit (Prix de l'Italie), est dominée par la Suisse. Ayant effectué un mauvais départ, le bateau suisse est dernier, remonte progressivement et l'emporte avec deux longueurs d'avance devant l'Italie et la France, qui ont lutté pour la deuxième place. La Belgique a abandonné en raison de la chute à l'eau de l'un de ses rameurs. Selon les Belges, l'accident serait imputable aux deux bateaux, italien et français, qui auraient trop serré le bateau belge.
La dernière course de l'après-midi est un duel entre la Société nautique de Genève et le cercle de l'Aviron de Lyon. Cette course, hors championnat, est dominée par le club lyonnais.

### Résultats
| Épreuves                       | Or | Or         | Argent | Argent     | Bronze | Bronze     |
| ------------------------------ | --- | ---------- | --- | ---------- | --- | ---------- |
| Skiff 1x                       | Belgique Royal Club Nautique de Gand Polydore Veirman | 8 min 47 s | Italie Canottieri Lario Giuseppe Sinigaglia | 8 min 49 s | Suisse Rowing Club Lausanne Philippe Pettmann                                                                  | 9 min 11 s |
| Deux de pointe avec barreur 2+ | Suisse Société nautique de Genève Charles Holzmann Albert Felber Barreur : Albert Riotton                                                                  | 8 min 37 s | France Club nautique athlétique de RouenR. Testut F. Morel Barreur : P. Thivans                                                                                                | 8 min 49 s | Italie Reale Società Canottieri CereaFranco Gianolio Giorgio Lajolo Barreur : M. Charvet                       | 8 min 51 s |
| Deux rameurs en couple 2x      | Italie Società Canottieri Milano (it) Erminio Dones Pietro Annoni                                                                                          | 7 min 36 s | Suisse Grasshopper Club Zurich Paul Schmid Hans Walter | 7 min 58 s | France Régates mâconnaises Dupré Reydellet                                                                     | 8 min 2 s  |
| Quatre avec barreur 4+         | Suisse Grasshopper Club Zurich Hans Walter Max Rudolf Paul Schmid Walter Schoeller Barreur : Charles Muhr                                                  | 8 min 13 s | Belgique Royal Club Nautique de Gand Guillaume Visser Georges van den Bossche Edmond van Waes Georges Willems Barreur : Leonard Nuytens                                        | 8 min 29 s | Italie Canottieri Lario Emilio Lucca Enrivo Marinoni Nino Torlaschi Felice Monza Barreur : Plinio Urio         | 8 min 31 s |
| Huit 8+                        | Suisse Grasshopper Club Zurich Hans Walter Max Rudolf Paul Schmid Walter Schoeller Georges Thoma Paul Rudolf Fritz Bon James Schmid Barreur : Charles Muhr | 6 min 39 s | Italie Canottieri Lario Emilio Lucca Enrico Marinoni Ettore Lucioni Orlando Pontiggia Antonio Corticelli Giuseppe Sinigaglia Nino Torlaschi Felice Monza Barreur : Plinio Urio | 6 min 44 s | France Rowing club de Paris Douard Chaussat Malafosse Monniot Barrelet de Molènes Metais Baudechon Barreur : ? | 6 min 45 s |

### Bilan de la compétition

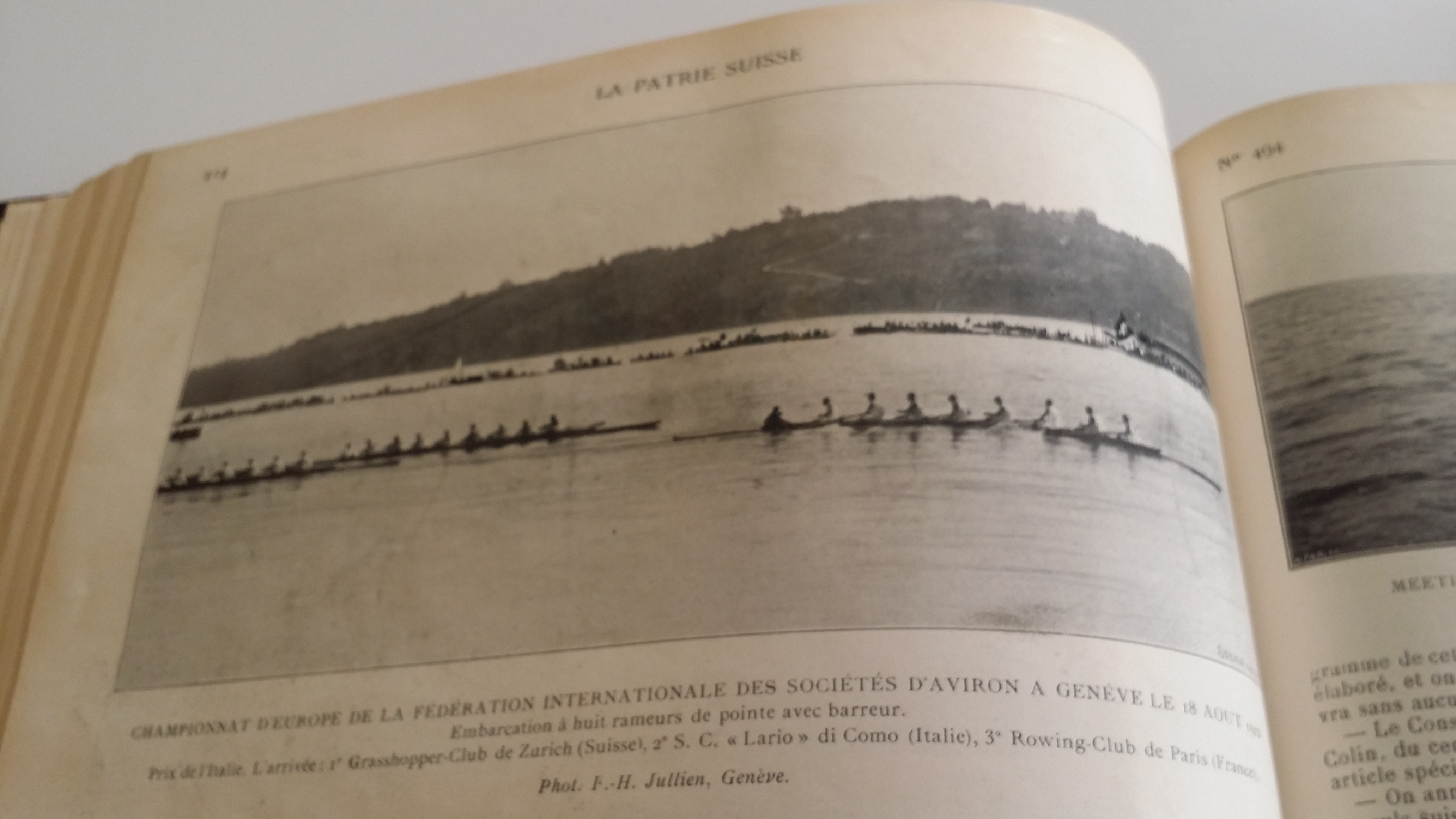
Une photographie de la compétition publiée dans le journal La Patrie Suisse.

Le temps est couvert. Le vent est quant à lui changeant, même violent et provoquant un lac agité lors des premières courses. Au fur et à mesure de l'après-midi, le vent se calme et les dernières courses se sont disputées par « un calme presque complet ». Les conditions matinales font perdre une minute aux concurrents et aucun record n'est battu.
Cependant, la compétition est considérée comme « un succès sportif et mondain ». Du point de vue sportif, les courses ont offert le plus grand intérêt. Avec trois titres, la Suisse remporte la « Coupe Glandaz » (du nom d'Albert Glandaz, président de la Fédération française d'aviron entre 1905 et 1924 et membre du CIO),. Cette coupe est attribuée au pays ayant remporté le plus de victoires.
Des médailles et des coupes sont remises aux médaillés des championnats d'Europe. L'équipage vainqueur de la course en yole de mer reçoit une montre par athlète. Les montres sont offertes par la société Longines qui chronomètre la compétition et elles ont une valeur de 125 francs chacune.
5 000 places payantes ont été vendues et l'affluence est de 40 000 spectateurs. Des spectateurs ont été refusés par manque de place.
La recette de la compétition n'est pas exactement connue. Les chiffres de 7 000 francs, 8 500 francs et 15 000 francs ont été évoqués.
Le soir du 18 août, un banquet est organisé à l'Hôtel des Exercices de l'Arquebuse et de la Navigation. Lors de ce banquet, la qualité de l'organisation a été saluée par de nombreuses personnes,,. Les athlètes se sont réunis à la terrasse du Café de la Couronne en compagnie d'Alexandre Lein, ancien rameur, entraîneur et constructeur de bateau d'aviron. Deux de ses bateaux (le deux et le huit) ont remporté les courses.
En raison des performances de ses bateaux, la Suisse est à l'époque considérée comme la meilleure nation européenne,. Les bateaux français ont déçu et seule la victoire de Lyon face à Genève atténue « la déroute »,.

## Tableau des médailles
| Rang  | Nation   | Or | Argent | Bronze | Total |
| ----- | -------- | -- | ------ | ------ | ----- |
| 1     | Suisse   | 3  | 1      | 1      | 5     |
| 2     | Italie   | 1  | 2      | 2      | 5     |
| 3     | Belgique | 1  | 1      | 0      | 2     |
| 4     | France   | 0  | 1      | 2      | 3     |
| Total | Total    | 5  | 5      | 5      | 15    |